# Mohamed El-Madaghri
Mohamed El-Madaghri est un footballeur franco-marocain né le 27 avril 1987 à Melilla. Il joue attaquant dans le club de l'AS Excelsior.

## Biographie
Mohammed  débarque en France en 1991. Il intègre le centre formation de Montpellier Hérault Sport Club ou il retrouve des joueurs connus comme Jourdren et Saihi. Il doit quitter Montpellier en 2002 pour raison familiales. El-Madaghri arrive dans le club du FC Sète et restera jusqu'en 2006 ou il fait ses débuts pro en National. L'attaquant signe au Clermont Foot lors de la saison 2006-2007. La saison suivante le franco-marocain s'en va et signe à l'ASC Frontignan. Mohamed débarque à La Réunion en 2009 pour jouer avec la SS Rivière Sport. Une adaptation tres rapide au climat réunionnais puisqu'il signe en 2010, chez le champion en titre l'US Stade Tamponnaise. Le joueur remporte le championnat avec son club.
En 2011, Mohamed remporte la Coupe Régionale de France mais se blesse aux ligaments pendant le match, et termine également meilleur buteur du championnat avec 11 buts. Il fait son retour à la compétition après un peu moins de dix mois d'absence le 14 août 2012 en 1/8ème de finale de la Coupe de la Réunion contre le FC Avirons. Cinq jours plus tard, il effectue un retour tonitruant en D1P avec un triplé contre l'AS Excelsior, en décembre 2012 il remporte la Coupe de la Réunion.

## Sélection nationale
El-Madaghri a toujours rêvé de porter le maillot des Lions de l'Atlas. Il a d'ailleurs été supervisé en 2010 lors du deuxième tour de la ligue des champions africaine entre l'USST et Ismaily SC. Mohamed peut toujours prétendre à être appelé avec le Maroc puisque l'équipe de La Réunion n'est pas reconnue par la FIFA. Cependant, il est sélectionné avec la Réunion pour participer à la coupe de l'outre-mer en 2010 et aux Jeux des îles de l'océan Indien 2011 aux Seychelles et aussi à la Coupe de l'Outre-Mer en 2012 qu'il remporte.

## Palmarès
- Champion de la Réunion en 2010 avec l'US Stade Tamponnaise et 2020 avec l'AS Excelsior
- Vainqueur de la Coupe Régionale de France en 2011 avec l'US Stade Tamponnaise et 2014, 2015 avec l'AS Excelsior
- Vainqueur de la Coupe de la Réunion en 2012 avec l'US Stade Tamponnaise, 2014 et 2015 avec l'AS Excelsior
- Vainqueur de la Coupe des clubs champions de l'océan Indien en 2011 avec l'US Stade Tamponnaise
- Meilleur buteur du championnat de La Réunion 2011 avec l'US Stade Tamponnaise
- Vainqueur de la Coupe de l'Outre-Mer en 2012 avec la Réunion